# 잉에 레이드마이어
잉에 레이드마이어(Inge Rademeyer, 1982년 12월 10일 ~ )는 뉴질랜드의 영화배우, 배우, 영화 프로듀서이다.

## 영화
- 굿 포 너씽 (2011년) - 이사벨라 몽고메리 역